# Koncertmester
A koncertmester a zenekar első hegedűse, a karmesterhez legközelebb eső pultban kívül ülő hegedűs.
A zenekar hierarchiájában a karmester és a művészeti vezető alatt áll. Az ő feladata a hangolás irányítása, ő a vonós szekció vezetője, aki felelős a vonósok teljesítményéért. A koncertmester játssza a mű szólórészeit, próbákon esetenként a karmestert is helyettesíti. Nagyobb zenekarokban több koncertmester is van, akik a különböző vonósok szólamvezetői.
Régebben (elsősorban a barokk korban) sok karmester (Kapellmeister) mindjárt a koncertmester szerepét is betöltötte azzal, hogy hegedűvel a kezében bent ült a tuttiban. Ilyen karmestermentes kamarazenekarokkal ma is találkozhatunk, főleg historikus előadások esetén.